# Катализируемая антивеществом ядерная импульсная двигательная установка
Катализируемая антивеществом ядерная импульсная двигательная установка (также катализируемая антипротонами ядерная импульсная установка) — это разновидность ядерной импульсной двигательной установки, основанная на впрыске антивещества в массу ядерного топлива для запуска ядерной цепной реакции для приведения в движение, когда топливо обычно не имеет критической массы.
Технически этот процесс не является «катализируемой» реакцией, поскольку антипротоны (антивещество), используемые для начала реакции, расходуются; если бы они присутствовали в качестве катализатора, частицы оставались бы неизменными в процессе и использовались для начала дальнейших реакций. Хотя частицы антивещества могут образовываться в ходе самой реакции, они не используются для инициирования или поддержания цепных реакций.

## Описание
Недостатком типичных ядерных импульсных двигателей является то, что минимальный размер двигателя определяется минимальным размером ядерных бомб, используемых для создания тяги, что является функцией количества критической массы, необходимой для инициирования реакции. Обычная конструкция термоядерной бомбы состоит из двух частей: первичной, которая почти всегда основана на плутонии, и вторичной, использующей термоядерное топливо, которое обычно представляет собой дейтерий в форме дейтерида лития и тритий (который образуется в ходе реакции при преобразовании лития в тритий). Существует минимальный размер первичной части (около 10 килограммов для плутония-239) для достижения критической массы. Более мощные устройства увеличиваются в размерах в основном за счет добавления термоядерного топлива для вторичного. Термоядерное топливо гораздо дешевле и выделяет гораздо меньше радиоактивных продуктов, поэтому с точки зрения стоимости и эффективности большие бомбы гораздо эффективнее. Однако использование таких больших бомб для приведения в движение космических кораблей требует гораздо более крупных конструкций, способных выдержать нагрузку. Между этими двумя требованиями существует компромисс.
Введя небольшое количество антивещества в подкритическую массу топлива (обычно плутония или урана), можно заставить топливо делиться. Антипротон имеет отрицательный электрический заряд, как и электрон, и может быть захвачен положительно заряженным атомным ядром. Однако его начальная конфигурация не стабильна и излучает энергию в виде гамма-лучей. Как следствие, антипротон движется все ближе и ближе к ядру, пока их кварки не вступают во взаимодействие, и в этот момент антипротон и протон аннигилируют. В результате этой реакции выделяется огромное количество энергии, часть которой уходит в виде гамма-излучения, а часть передается в виде кинетической энергии ядру, вызывая его расщепление (реакция деления). Возникающий при этом поток нейтронов может вызвать быстрое деление или даже ядерный синтез окружающего топлива.
Нижний предел размера устройства определяется проблемами обращения с антипротонами и требованиями к реакциям деления, например, к структуре, используемой для удержания и направления взрыва. Таким образом, в отличие от двигательной системы типа «Проект Орион», требующей большого количества зарядов ядерных взрывчатых веществ, или различных приводов на антиматерии, требующих невозможно дорогих количеств антиматерии, катализируемая антиматерией ядерная импульсная двигательная установка обладает неотъемлемыми преимуществами.
Концептуальная конструкция термоядерного взрывного устройства с катализатором из антивещества представляет собой устройство, в котором первичная масса плутония, обычно необходимая для воспламенения в обычном термоядерном взрыве Теллера-Улама заменена одним микрограммом антиводорода. В этой теоретической конструкции антивещество охлаждается гелием и магнитно левитирует в центре устройства в виде гранулы диаметром в десятую долю миллиметра, что аналогично первичному ядру деления в конструкции слоеного пирога/Слойки. Поскольку антивещество должно оставаться вдали от обычной материи до желаемого момента взрыва, центральная гранула должна быть изолирована от окружающей полой сферы из 100 граммов термоядерного топлива. Во время и после имплозивного сжатия фугасными линзами термоядерное топливо вступает в контакт с антиводородом. Реакции аннигиляции, которые начнутся вскоре после разрушения ловушки Пеннинга, должны обеспечить энергию для начала ядерного синтеза в термоядерном топливе. Если выбранная степень сжатия высока, то получится устройство с повышенным взрывным/пульсационным эффектом, а если низка, то есть топливо не имеет высокой плотности, то из устройства вылетит значительное количество нейтронов, и образуется нейтронная бомба. В обоих случаях эффект электромагнитного импульса и радиоактивные осадки существенно ниже, чем у обычного устройства деления или Теллера-Улама с той же мощностью, примерно 1 кт.

## Количество топлива, необходимое для термоядерного устройства
В 2005 году было подсчитано, что количество антипротонов, необходимых для запуска одного термоядерного взрыва, составляет 1018, что означает микрограммовые количества антиводорода.
Также возможна настройка характеристик космического аппарата. Эффективность ракеты сильно зависит от массы используемой рабочей массы, которой в данном случае является ядерное топливо. Энергия, выделяемая данной массой термоядерного топлива, в несколько раз больше, чем энергия, выделяемая той же массой делящегося топлива. Для миссий, требующих коротких периодов и высокой тяги, таких как межпланетные миссии с экипажем, чистое микроделение может быть предпочтительнее, поскольку оно уменьшает количество необходимых топливных элементов. Для миссий с более длительными периодами высокой эффективности, но с меньшей тягой, таких как зонды для внешних планет, комбинация микроделения и термоядерного синтеза может быть предпочтительнее, поскольку она уменьшит общую массу топлива.

## Исследования
Концепция была изобретена в Пенсильванском государственном университете до 1992 года. С тех пор несколько групп исследовали микродвигатели деления/слияния, катализируемые антивеществом, в лабораторных условиях. В Ливерморской национальной лаборатории Лоуренса работы по антипротонному слиянию были проведены еще в 2004 году. В отличие от большой массы, сложности и рециркуляции энергии традиционных драйверов для инерционного термоядерного синтеза (ИТС), антипротонная аннигиляция обеспечивает удельную энергию 90 МДж/мкг и, таким образом, является уникальной формой упаковки и доставки энергии. В принципе, антипротонные двигатели могут обеспечить сильное снижение массы системы для передовых космических двигателей.
Такие двигатели на основе антипротонов — это спекулятивная концепция, и обращение с антипротонами и требуемая точность их введения — временная и пространственная — будут представлять собой значительные технические проблемы. Хранение и манипулирование низкоэнергетическими антипротонами, особенно в форме антиводорода, — это наука, находящаяся в зачаточном состоянии, и для начала серьезной программы НИОКР по таким применениям потребуется значительное увеличение производства антипротонов по сравнению с нынешними.
Рекорд по хранению антиматерии в течение чуть более 1000 секунд, установленный в ЦЕРНе в 2011 году, стал на тот момент монументальным скачком по сравнению с миллисекундными временными интервалами, которые были достижимы ранее.
Общее мировое производство антипротонов в течение года составляет нанограммы. Ловушка для антиматерии (версия Mark 1) в Университете штата Пенсильвания способна хранить 10 миллиардов в течение примерно 168 часов. Проект «Икар» оценивает потенциальную стоимость производства 1 миллиграмма антипротонов в 100 миллиардов долларов.